# Hotel Chelsea
Hotel Chelsea – hotel dla artystów, muzyków i pisarzy, położony w sąsiedztwie dzielnicy Chelsea w Nowym Jorku. Budynek jest położony przy 23 ulicy pomiędzy siódmą i ósmą aleją (222 W 23rd St, New York NY 10011).
Hotel przyjmuje gości, lecz najbardziej znany jest z mieszkańców, którzy – współcześnie lub dawniej – zatrzymali się w nim na dłużej. Zawsze stanowił centrum artystycznej sceny, znajduje się w nim wiele dzieł sztuki, których autorzy mieszkali w hotelu. Budynek został jako pierwszy uznany przez władze Nowego Jorku za godny konserwacji zabytek kultury.
Nieruchomość mieszcząca hotel Chelsea została zbudowana w 1883 i oddana do użytku w 1884 na użytek spółdzielni mieszkaniowej. Do 1902 był najwyższym budynkiem w mieście. W tym czasie Chelsea i ulica, przy której znajduje się hotel stanowiły centrum nowojorskiej dzielnicy teatralnej. Jednakże po kilku latach, w wyniku niestabilności warunków ekonomicznych i relokalizacji teatrów, spółdzielnia Chelsea zbankrutowała. W 1905 budynek został zakupiony i zaadaptowany na hotel.
Hotel Chelsea jest chyba najbardziej znany jako miejsce, gdzie zostało odnalezione ciało Nancy Spungen 12 października 1978, dziewczyny Sida Viciousa z Sex Pistols. Sam Sid został zresztą oskarżony o zasztyletowanie jej, lecz kilka dni przed rozprawą popełnił samobójstwo poprzez przedawkowanie narkotyków.

## Znani ludzie, którzy mieszkają lub mieszkali w Hotelu Chelsea

### Pisarze i myśliciele

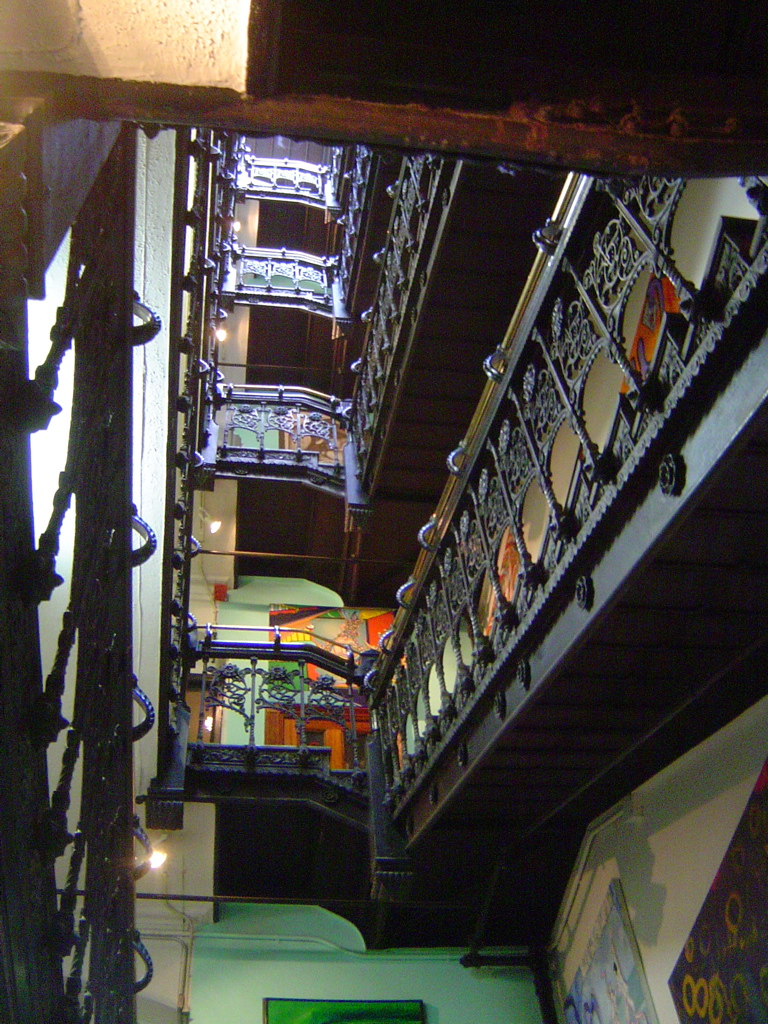
Schody w hotelu Chelsea

Podczas swojej działalności hotel był domem dla wielu pisarzy i myślicieli takich jak Mark Twain, O. Henry, Dylan Thomas, Arthur C. Clarke, William S. Burroughs, Gregory Corso, Arthur Miller, Quentin Crisp, Gore Vidal, Tennessee Williams, Allen Ginsberg, Brendan Behan, Robert Oppenheimer, Jean-Paul Sartre i słynna feministka Simone de Beauvoir.

### Aktorzy i reżyserzy
Hotel był domem dla takich aktorów i reżyserów jak Stanley Kubrick, Miloš Forman, Lillie Langtry, Ethan Hawke, Dennis Hopper, Uma Thurman czy Jane Fonda.

### Muzycy
Historia hotelu Chelsea jest najbardziej znana z powodu muzyków, którzy w nim mieszkali. Najsłynniejsi z nich to: Leonard Cohen, Patti Smith, Virgil Thomson, Dee Dee Ramone z Ramones, Henri Chopin, John Cale, Édith Piaf, Bob Dylan, Janis Joplin, Jimi Hendrix, Sid Vicious, Ryan Adams, Jobriath, Rufus Wainwright i Anthony Kiedis. W kwietniu 2003 r. Pete Doherty i Carl Barat z The Libertines nagrali „Babyshambles” w hotelu Chelsea. Również w hotelu Chelsea przez jakiś czas zamieszkiwał Ryan Ross z zespołu Ryan Ross & The Whiskeys. Została tam napisana przez niego samego piosenka znajdująca się na debiutanckim albumie zespołu, zatytułowana numerem pokoju „708”.

### Graficy i malarze
Hotel ma wiele grafik artystów, którzy w nim mieszkali. Wśród nich są takie postaci jak: Brett Whiteley, Christo, Richard Bernstein, Robert Mapplethorpe, Frida Kahlo, Diego Rivera, Robert Crumb, Jasper Johns, Claes Oldenburg, Vali Myers czy Henri Cartier-Bresson.

### SupergwiazdyWarhola
Hotel Chelsea jest często kojarzony z supergwiazdami Warhola. Mieszkali w nim Viva, Ultra Violet, Holly Woodlawn, Edie Sedgwick, Andrea Feldman, Nico z the Velvet Underground, Paul America i Brigid Berlin.

## Hotel Chelsea w sztuce

### Filmy
W hotelu nakręcono:
- 1966 Chelsea Girls reż. Andy Warhol
- 1986 Sid & Nancy reż. Alex Cox
- 1997 Midnight In Chelsea reż. Mark Pellington
- 2001 Chelsea Walls reż. Ethan Hawke
- 2002 Pie in the Sky the Brigid Berlin Story
- 2005 The Interpreter

Większość odcinków serialu An American Family (PBS, 1973) sfilmowano w hotelu Chelsea, ponieważ członek rodziny Lance Loud mieszkał w nim w tym czasie.

### Muzyka
Hotel pojawia się również w wielu piosenkach, takich jak:
- „Hotel Chelsea Nights” (Ryan Adams, Love Is Hell pt. 2 i Love Is Hell)
- „Chelsea Hotel #2” (Leonard Cohen, New Skin for the Old Ceremony)
- „Sara” (Bob Dylan) (jako miejsce, w którym Dylan napisał „Sad-Eyed Lady of the Lowlands”)
- „Sex with Sun-RA” (Coil)
- „Chelsea Hotel” (Dan Bern)
- „Dear Abbey” (Kinky Friedman)
- „Chelsea Burns” i „Song to Alice” (Keren Ann)
- „Chelsea Girl” (Nico)
- „Midnight in Chelsea” (Jon Bon Jovi)
- „Ghosts” (Lisa Bastoni)
- „Chelsea Morning” (Joni Mitchell)
- „The Chelsea Hotel Oral Sex Song” (Jeffrey Lewis)
- „Third Week in the Chelsea” (Jefferson Airplane)
- „Make me wanna die” (viral version) (The Pretty Reckless)
- „Chelsea Hotel No 2” (Lana Del Rey)
- „Chelsea” (Phoebe Bridgers)
- „The Tortured Poets Department” (Taylor Swift)